# Sandrone Dazieri
Sandro Dazieri, detto Sandrone (Cremona, 4 novembre 1964), è uno scrittore, sceneggiatore, curatore editoriale e attivista italiano.

## Biografia
Nato a Cremona nel 1964, dopo le scuole medie lascia la sua città natale per trasferirsi nel collegio della scuola alberghiera di San Pellegrino Terme, in provincia di Bergamo, dove studia come cuoco, attività che praticherà per una decina di anni.
Conseguita la maturità professionale, si trasferisce poi a Milano, dove si iscrive presso la facoltà di Scienze politiche. Senza casa, passa i primi due anni di università dormendo sui treni della Stazione Centrale, partecipa all'occupazione abusiva di case sfitte. È in questo periodo che entra in contatto con il cosiddetto movimento dei centri sociali e soprattutto con il Centro Sociale Leoncavallo, di cui diventa un attivista, impegnandosi in lotte ambientaliste e per il diritto alla casa.
Durante una manifestazione contro la centrale nucleare Montalto di Castro nel 1986 viene arrestato e incarcerato per un breve periodo, anche se verrà in seguito prosciolto. È solo il primo dei processi che lo vedranno imputato nei dieci anni a seguire per reati che vanno dall'occupazione alla manifestazione illecita. Dopo la distruzione del Leoncavallo nel 1994 abbandona l'attivismo e nello stesso anno l'università senza laurearsi.
Si avvicina all'editoria come correttore di bozze, diventa poi giornalista pubblicista e collabora con il quotidiano "Il Manifesto", come esperto di controculture e narrativa di genere, della quale è appassionato fin da ragazzo. Nel 1999, dopo la pubblicazione del suo primo romanzo Attenti al Gorilla, la Arnoldo Mondadori Editore lo chiama a dirigere i Gialli Mondadori poi tutto il comparto dei libri per edicola. Scrive altri quattro romanzi ascrivibili al genere noir e con protagonista un personaggio a lui omonimo che condivide anche parte della sua biografia (La cura del Gorilla, Gorilla Blues, Il Karma del Gorilla, La bellezza è un malinteso), un romanzo per ragazzi (Ciak si indaga, premio selezione Bancarellino), numerosi racconti brevi, alcuni soggetti per fumetti e sceneggiature per il cinema e la televisione. Nel 2004 viene nominato direttore della sezione dei libri per ragazzi Mondadori, incarico che lascia nel 2006, scegliendo di diventare scrittore a tempo pieno. È sceneggiatore e story editor di numerose serie televisive. I suoi romanzi sono tradotti in venti Paesi.
Nel 2024 diventa opinionista a FarWest, programma d'inchiesta condotto da Salvo Sottile.
È sposato, vegetariano e pacifista.

## Opere
- Ciak si indaga, Walt Disney Italia, 2003. ISBN 9788852200786. (libro per ragazzi)
- Sandrone Dazieri e Daniele G. Genova, La città buia, Aliberti editore, 2006. ISBN 9788874241231.
- È stato un attimo, Milano, Mondadori, 2006. ISBN 9788804559986.
- Bestie, collana VerdeNero, Milano, Edizioni Ambiente, 2007. ISBN 9788889014646.
- Sandrone Dazieri e Marco Martani, Cemento Armato, Milano, Mondadori, 2007. ISBN 9788804573807.
- I confini della realtà, Mondadori, 2008.
- Il male che gli uomini fanno, HarperCollins Italia, 2022, ISBN 9788869057427.
- Il figlio del mago, Rizzoli, 2023,  ISBN 9788817179775.

Serie del Gorilla
- Attenti al gorilla, Milano, Mondadori, 1999. ISBN 9788804473282.
- La cura del gorilla, Torino, Einaudi, 2001. ISBN 9788806156992.
- Gorilla blues, Milano, Mondadori, 2002. ISBN 9788804509899.
- Il Karma del gorilla, Milano, Mondadori, 2005. ISBN 9788804528555.
- La bellezza è un malinteso, Milano, Mondadori, 2010. ISBN 9788804573340.
- La danza del Gorilla, Milano, Rizzoli, 2019 ISBN 9788817139359

Serie di Dante Torre e Colomba Caselli
- Uccidi il padre, Milano, Mondadori, 2014. ISBN 9788804611752.
- L'Angelo, Milano, Mondadori, 2016. ISBN 9788804655756.
- Il re di denari, Milano, Mondadori, 2018. ISBN 9788804680802
- Uccidi i ricchi, Milano, Rizzoli, 2025. ISBN 9788817183550

In antologie con altri
- BZZZZ, in AA.VV., Bugs, Edizioni BD, 2008. ISBN 9788861232136
- Sesso sui sassi, in AA.VV., Crimini italiani, Giulio Einaudi editore, 2008. ISBN 9788858400647
- Cyberpunk in Antologia cyberpunk, Milano, ShaKe 1994, nuova edizione economica 2008. ISBN 9788888865379 (saggio)
- Il codice gratta e vinci, in AA.VV., Indaga, detective, Mondadori libri, 2022. ISBN 9788858528051
- L'ultima battuta in AA.VV., Crimini, Giulio Einaudi Editore, 2005. ISBN 9788806175764

## Cinema Televisione e Radio
Supervisione alla sceneggiatura
- Intelligence - Servizi & segreti, regia di Alexis Sweet (2009)
- Squadra Antimafia - Palermo oggi 2, regia di Beniamino Catena (2010)
- R.I.S. Roma 3 - Delitti imperfetti, regia di Francesco Miccichè (2012)
- Squadra antimafia - Palermo oggi 3, regia di Beniamino Catena (2011)
- Squadra antimafia - Palermo oggi 4, regia di Beniamino Catena (2012)
- Squadra antimafia 5, regia di Beniamino Catena (2013)
- Squadra antimafia 6,  regia di Kristoph Tassin e Samad Zarmandili (2014)
- Squadra antimafia 7, regia di Kristoph Tassin e Samad Zarmandili (2015)
- Fuoco amico TF45 - Eroe per amore, regia di Beniamino Catena (2016)
- Il sistema, regia di Carmine Elia (2016)
- Squadra antimafia - Il ritorno de boss, regia di Renato De Maria e Samad Zarmandili (2016)

Sceneggiature
- La cura del gorilla (2006), regia di Carlo Arturo Sigon
- L'ultima battuta, regia di Federica Martino (2007) – 7° film TV della prima stagione di Crimini
- Un gioco da ragazze, regia di Matteo Rovere (2008)
- La valle delle ombre, regia di Mihály Györik (2009)
- Bestie, regia di Andrea Manni (2010) – 7° film TV della seconda stagione di Crimini
- Squadra antimafia, stagioni 2-8 (2010-2016)
- Fuoco amico TF45 - Eroe per amore, regia di Beniamino Catena (2016)
- Il sistema, regia di Carmine Elia (2016)
- Paolo Borsellino - Adesso tocca a me (2017)
- Il mio nome è vendetta, regia di Cosimo Gomez (2022)
- Il Patriarca, regia di Claudio Amendola (2023)
- Doppio gioco, regia di Andrea Molaioli (2025)

Conduzione
- Mangiafuoco (2018) Rai Radio 1